# Wienerfilharmonikernas nyårskonsert 1977
Wienerfilharmonikernas nyårskonsert 1977 räknas som den 37:e Nyårskonserten från Wien och ägde rum den 1 januari 1977 i Wiens Musikverein. Den dirigerades för 23:e gången gången av Willi Boskovsky. Det var den 19:e nyårskonserten vars 2:a del sändes på TV via Eurovision. Den sändes också för tolfte gången på Intervision, TV-föreningen för de tidigare socialistiska staterna.
Konserten 1977 uppmärksammade att det var 150 år sedan Josef Strauss (1827-1870) föddes. Med anledning därav bestod hela den TV-sända delen av konserten enbart av verk av jubilaren, förutom de traditionella extranumren An der schönen blauen Donau av hans äldre broder Johann Strauss den yngre och Radetzkymarsch av hans far Johann Strauss den äldre.

## Historia
Strikt räknat var det Wienerfilharmonikernas 32:a nyårskonsert, eftersom det inte var förrän 1946 som Josef Krips introducerade denna titel, som behölls 1947 och därefter. Dessutom var det den 38:e Årsskifteskonserten, då det vid årsskiftet 1939/40 gavs en Außerordentliches Konzert (extraordinär konsert) av Wienerfilharmonikerna, som dock ägde rum på nyårsafton 1939. Från 1941 dirigerades den av Clemens Krauss, med undantag för åren 1946 och 1947 då Krauss förbjöds att dirigera på grund av sin närhet till nazistregimen och ersattes av Josef Krips.
Efter Clemens Krauss död 1954 valdes Willi Boskovsky enhälligt av orkestermedlemmarna till positionen som permanent dirigent för nyårskonserten, som han dirigerade för första gången 1955 (och fram till 1979). Willi Boskovsky är ihågkommen för att han dirigerade stora delar av konserten (mestadels valserna), med violinstråken och fiolen vilande på höften (emellanåt låg den på ett litet bord bredvid dirigentpulten). Han använde ytterst sällan en taktpinne.
Enskilda musikstycken ackompanjerades av balettinspelningar. Medlemmar ur baletten i Wiener Staatsoper dansade och koreografin gjordes av Gerlinde Dill.
Förutom i Österrike sändes programmet i Belgien, Västtyskland, Frankrike, Storbritannien, Italien, Nederländerna, Sverige, Schweiz, Finland, Norge, Spanien, Danmark, Luxemburg, Portugal, Irland och Jugoslavien. 1977 var följande länder närvarande via Intervision: Bulgarien, Tjeckoslovakien, Östtyskland, Polen och Rumänien.

1973 började regelbundna TV-sändningar över hela världen, vilka har varit en integrerad del av nyårskonserterna sedan dess. Från början enbart den andra delen och från 1991 hela konserten. I andra icke-europeiska länder sändes denna konsert från 1977 till Algeriet, Argentina, Chile, Costa Rica, Ecuador, Hong Kong, Japan, Jordanien, Marocko, Mauritius, Sydafrika, Taiwan, USA och Venezuela. Totalt sändes det i 31 stater.

## Program

### 1:a delen
1. Johann Strauss den yngre: Ouvertyr till operetten Cagliostro in Wien
2. Joseph Lanner: Die Romantiker, Vals, op. 167
3. Johann Strauss den äldre: Wettrennen-Galopp, op. 29
4. Johann Strauss den yngre: Persischer Marsch, op. 289
5. Johann Strauss den yngre: Champagner-Polka, Musikalischer Scherz, op. 211
6. Johann Strauss den yngre: Rosen aus dem Süden, Vals, op. 388

### 2:a delen
I samband med Josef Strauss 150-årsdag spelades endast hans verk i del 2 – och därmed i den världsomspännande TV-överföringen::
1. Mein Lebenslauf ist Lieb´und Lust, Vals, op. 263
2. Im Fluge, Polka schnell, op. 230
3. Die Emancipirte, Polka mazur, op. 282
4. Ohne Sorgen, Polka schnell, op. 271
5. Heiterer Muth, Polka française, op. 281
6. Delirien, Vals, op. 212
7. Plappermäulchen (Musikalischer Scherz), Polka schnell, op. 245
8. Dorfschwalben aus Österreich, Vals, op. 164
9. Jokey-Polka, Polka schnell, op. 278

### Extranummer
Även det fristående extranumret tillägnades Josef Strauss 150-årsdag:
- Josef Strauss: Feuerfest!, Polka française, op. 269

Detta följdes av de traditionella extranumren av hans äldre bror och far
- Johann Strauss den yngre: An der schönen blauen Donau, Vals, op. 314
- Johann Strauss den äldre: Radetzkymarsch, op. 228

Verkförteckningen och verkens ordning finns på Wienerfilharmonikernas webbplats.
Inga nya verk framfördes som inte tidigare ingått i programmet för en nyårskonsert.

## Weblänkar
- Programmet till nyårskonserten 1977 på wienerphilharmoniker.at